# 13151 Polino
13151 Polino eller 1995 OH är en asteroid i huvudbältet som upptäcktes den 22 juli 1995 av den italienska astronomen Giampiero Iatteri vid Polino-observatoriet. Den är uppkallad efter den italienska byn Polino.